# Saint-Urbain-Maconcourt
Saint-Urbain-Maconcourt ist eine französische Gemeinde mit 605 Einwohnern (Stand 1. Januar 2022) im Département Haute-Marne in der Region Grand Est. Sie gehört zum Arrondissement Saint-Dizier und zum Kanton Joinville.

## Geographie
Saint-Urbain-Maconcourt liegt etwa 32 Kilometer nordnordöstlich von Chaumont. Die Marne begrenzt die Gemeinde im Westen. Umgeben wird Saint-Urbain-Maconcourt von den Nachbargemeinden Joinville im Nordwesten und Norden, Suzannecourt im Norden, Poissons im Norden und Nordosten, Noncourt-sur-le-Rongeant im Nordosten, Annonville im Osten, Domremy-Landéville im Südosten, Vaux-sur-Saint-Urbain im Süden, Donjeux im Süden und Südwesten, Mussey-sur-Marne im Südwesten, Fronville im Westen sowie Rupt im Nordwesten.

## Bevölkerungsentwicklung
| Jahr                       | 1962 | 1968 | 1975 | 1982 | 1990 | 1999 | 2006 | 2019 |
| -------------------------- | ---- | ---- | ---- | ---- | ---- | ---- | ---- | ---- |
| Einwohner                  | 631  | 698  | 754  | 727  | 707  | 659  | 644  | 638  |
| Quellen: Cassini und INSEE |      |      |      |      |      |      |      |      |

## Sehenswürdigkeiten
- Reste des Klosters Saint-Urbain aus dem 9. Jahrhundert